# Acroceratitis aberrata
Acroceratitis aberrata är en tvåvingeart som beskrevs av Hardy 1973. Acroceratitis aberrata ingår i släktet Acroceratitis och familjen borrflugor.
Artens utbredningsområde är Laos. Inga underarter finns listade i Catalogue of Life.